# Redeemer of Souls
Redeemer of Souls es el décimo séptimo álbum de estudio de la banda británica de heavy metal Judas Priest, publicado en 2014 a través de Epic Records para el mercado europeo y por Columbia Records para Norteamérica. Es la primera producción de toda la discografía de la banda donde no participa K.K. Downing —que renunció a principios de 2011— y a su vez, es el primero con el guitarrista inglés Richie Faulkner.
Tras su publicación recibió muy buenas críticas por parte de la prensa especializada y también muy buenas posiciones en las listas musicales de varios países del mundo. Entre ellas, alcanzó el sexto lugar en los Billboard 200 convirtiéndose en su primer disco en entrar en los top diez de dicha lista estadounidense. De igual manera ha sido nombrado como uno de los mejores álbumes de heavy metal del año por sitios como Classic Rock Bottom, Knac.com, Bravewords y VH1. 
En el mismo año también se publicó en una edición deluxe que incluyó cinco canciones como pistas adicionales, las cuales a fines de 2014 se lanzaron en formato EP bajo el nombre de 5 Souls. Por otro lado, la revista estadounidense Hits informó que hasta febrero de 2016 se habían vendido 110 000 copias del álbum solo en los Estados Unidos.

## Antecedentes
El 27 de enero de 2011, anunciaron que la gira Epitaph World Tour no significaba el final de la banda y que ya estaban escribiendo nuevas canciones para un eventual disco de estudio. Sin embargo, el 20 de abril del mismo año y a través de un comunicado escrito, la banda anunció la salida del guitarrista K.K. Downing, por diferencias con el resto de la agrupación. A su vez, informaron que como ya estaban programadas varias fechas de la gira Epitaph, contrataron al inglés Richie Faulkner como su reemplazo, aunque en ese momento no se especificaba si era solo para las presentaciones o para el nuevo álbum.
En agosto en una entrevista a Glenn Tipton para la revista Billboard, informó que ya tenían terminadas entre doce y catorce temas, y que la publicación podría ser durante el 2012, sin embargo el lanzamiento nunca ocurrió. En otra entrevista a Rob Halford a mediados de 2012, detalló que decidieron tomar un tiempo para la salida del nuevo álbum. Finalmente en diciembre de 2013 y por medio de su sitio web oficial, comunicaron el lanzamiento definitivo que ocurrió a mediados de 2014.

## Lanzamiento y promoción
Se publicó oficialmente el 8 de julio de 2014 en los Estados Unidos a través de Columbia Records, donde en su primera semana vendió 32 000 copias, posicionándose en el sexto lugar de los Billboard 200 y convirtiéndose así, en su primera producción en ingresar en los top 10 de la lista estadounidense. Por su parte, el 11 de julio se lanzó en la mayoría de los países europeos por medio de Epic Records. Mientras que el 14 de julio se puso a la venta en el Reino Unido, donde alcanzó el puesto 12 en los UK Albums Chart.
Redeemer of Souls también fue publicado en una edición deluxe, que contenía cinco canciones como pistas adicionales. Estas fueron lanzadas en formato EP el 28 de noviembre de 2014 —durante el Black Friday— bajo el título de 5 Souls y que contó con solo 2500 unidades. Por otro lado y para promocionarlo, el 29 de abril lanzaron como su único sencillo la canción «Redeemer of Souls», pero solo como descarga digital en los medios ITunes y Amazon. En adición a ello, el 1 de octubre de 2014 iniciaron en los Estados Unidos la gira Redeemer of Souls Tour, que tuvo contemplado fechas hasta diciembre de 2015 en Oceanía, Europa, Latinoamérica y Asia.

## Comentarios de la crítica y condecoraciones
Tras su publicación, el álbum recibió en su gran mayoría buenas críticas por parte de la prensa especializada, quienes resaltaron el retorno de su sonido característico luego del álbum conceptual de 2008, Nostradamus. Uno de ellos fue James Christopher Monger de Allmusic, que lo trató de antítesis de Nostradamus y que además consideró a «Dragonaut» y «Metalizer» como puntos altos del disco. Para finalizar su revisión declaró que Redeemer of Souls merece ser clasificado al lado de Sad Wings of Destiny y British Steel. Por su parte, Ray Van Horn Jr. de Blabbermouth consideró que no era perfecto, pero si entretenido. Además, comentó que el disco podría sentirse cómodamente entre Ram It Down y Painkiller, pero con algunos toques del Defenders of the Faith. Kory Grow de la revista Rolling Stone, definió que: «Redeemer of Souls es la prueba de que Judas Priest todavía puede llamarse a sí mismos los defensores de la fe del metal».
Erik Bersas de Sputnikmusic resumió su reseña como «firme y fuerte, eso es seguro», y lo consideró como el mejor disco desde Painkiller de 1990. Por otro lado, Chad Bowar de About.com recalcó la participación de Faulkner en la composición y que su llegada de alguna manera le brindó nuevas energías a Judas Priest. Erik Highter de PopMatters mencionó que Judas superó las expectativas e hizo uno de sus mejores álbumes de toda su carrera. Por su parte, en la revisión realizada por Revolver Magazine mencionaron que se muestran rejuvenecidos y recargados, y que Rob Halford entregó una de sus grabaciones más fuertes en más de una década.
Por otro lado, se ha posicionado como uno de los mejores registros de heavy metal del año en algunos sitios webs y revistas, entre ellas la página Bravewords que lo situó en el tercer puesto de los 30 mejores discos del año. Además, obtuvo el primer lugar en la lista the top 10 metal albums de la revista Music Enthusiast Magazine, la primera posición en los top 5 metal albums of 2014 realizado por el programa The Metal Show de VH1 y el primer puesto en varias listas publicadas por Knac.com. También fue condecorado como el mejor álbum de heavy metal por el sitio Classic Rock Bottom, quienes además nombraron a Rob Halford como el mejor vocalista masculino de 2014. Adicional a ello, el sitio Loudwire escogió a «Halls of Valhalla» como la mejor canción metal del año.

## Lista de canciones
Todas las canciones escritas por Rob Halford, Glenn Tipton y Richie Faulkner.

| N.º | Título                 | Duración |  |
| 1.  | «Dragonaut»            | 4:24     |  |
| 2.  | «Redeemer of Souls»    | 4:00     |  |
| 3.  | «Halls of Valhalla»    | 6:03     |  |
| 4.  | «Sword of Damocles»    | 4:56     |  |
| 5.  | «March of the Damned»  | 3:56     |  |
| 6.  | «Down in Flames»       | 3:54     |  |
| 7.  | «Hell & Back»          | 4:44     |  |
| 8.  | «Cold Blooded»         | 5:27     |  |
| 9.  | «Metalizer»            | 4:36     |  |
| 10. | «Crossfire»            | 3:51     |  |
| 11. | «Secrets of the Dead»  | 5:40     |  |
| 12. | «Battle Cry»           | 5:17     |  |
| 13. | «Beginning of the End» | 5:06     |  |

| Pistas adicionales en edición deluxe |                  |          |  |
| N.º                                  | Título           | Duración |  |
| 1.                                   | «Snakebite»      | 3:15     |  |
| 2.                                   | «Tears of Blood» | 4:19     |  |
| 3.                                   | «Creatures»      | 4:25     |  |
| 4.                                   | «Bring It On»    | 3:18     |  |
| 5.                                   | «Never Forget»   | 6:25     |  |

## Posicionamiento en listas
| País            | Lista                      | Posición |
| --------------- | -------------------------- | -------- |
| Finlandia       | Yleisradio                 | 1        |
| República Checa | Albums - Top 100           | 1        |
| Estados Unidos  | Top Rock Albums Chart      | 1        |
| Estados Unidos  | Top Hard Rock Albums Chart | 1        |
| Reino Unido     | Rock & Metal Albums Chart  | 1        |
| Alemania        | Media Control Charts       | 3        |
| Noruega         | VG-lista                   | 3        |
| Suecia          | Sverigetopplistan          | 5        |
| Canadá          | Canadian Albums Chart      | 5        |
| Suiza           | Swiss Music Charts         | 6        |
| Austria         | Ö3 Austria Top 40          | 6        |
| Estados Unidos  | Billboard 200              | 6        |
| Polonia         | Polish Music Charts        | 8        |
| Dinamarca       | Denmark Top 20             | 9        |
| España          | Top 100 Álbumes            | 9        |
| Reino Unido     | UK Albums Chart            | 12       |
| Escocia         | Scottish Albums Chart      | 12       |
| Hungría         | Top 40 Album               | 13       |
| Japón           | Japan Albums Chart         | 15       |
| Francia         | French Albums Chart        | 22       |
| Bélgica         | Ultratop (FLA)             | 25       |
| Países Bajos    | MegaCharts                 | 26       |
| Italia          | Top 100 Artisti            | 29       |
| Bélgica         | Ultratop (WA)              | 30       |
| Australia       | Australian Albums Chart    | 31       |
| Nueva Zelanda   | New Zealand Albums Chart   | 31       |
| Irlanda         | Irish Albums Chart         | 32       |

## Músicos
- Rob Halford: voz
- Glenn Tipton: guitarra eléctrica
- Richie Faulkner: guitarra eléctrica
- Ian Hill: bajo
- Scott Travis: batería